# Шолгское сельское поселение
Шолгское сельское поселение — муниципальное образование в составе Подосиновского района Кировской области России, существовавшее в 2006 — 2011 годах.
Центр — село Шолга.

## История
Шолгское сельское поселение образовано 1 января 2006 года согласно Закону Кировской области от 07.12.2004 № 284-ЗО.
Законом Кировской области от 28 апреля 2012 года № 141-ЗО поселение упразднено, все населённые места включены в состав  Демьяновского городского поселения.

## Состав
В состав поселения входили 13 населённых пунктов:
| - село Шолга - деревня Бортино - деревня Коняиха - деревня Линяково - деревня Лобаново - деревня Лукино - деревня Мальцево | - деревня Мурамовская - деревня Никульская - деревня Прость - деревня Пуртово - деревня Старая - деревня Фомино |